# Musik der Romantik
Als Musik der Romantik (Romantik von altfranzösisch romance ‚Dichtung‘, ‚Roman‘) bezeichnet man die vorherrschende Stilrichtung der Musik des 19. Jahrhunderts. Gewöhnlich werden drei Abschnitte unterschieden: Frühromantik, Hochromantik und Spätromantik. Die wichtigsten Eigenschaften der romantischen Musik sind die Betonung des gefühlvollen Ausdrucks, die Auflösung der klassischen Formen, die Erweiterung und schließlich Überschreitung der traditionellen Harmonik sowie die Verbindung der Musik mit außermusikalischen, häufig literarischen Ideen (Programmmusik).
Das Orchester wurde im Laufe des 19. Jahrhunderts ständig erweitert, um einerseits immer ausgefallenere koloristische Feinheiten zu erzielen, andererseits durch den Einsatz aller zur Verfügung stehenden Mittel immer überwältigendere Eindrücke zu ermöglichen. Außerdem wurden immer häufiger Elemente der Volksmusik aufgenommen, teils im Zuge des Realismus, teils bedingt durch die nationalen Schulen der kleineren Länder.

## Begriffsbestimmung
Schwierigkeiten im überlegten Gebrauch der Bezeichnungen „Romantik“ und „romantisch“ für eine bestimmte Richtung bzw. Epoche in der Musik rühren insbesondere daher, dass Begriffe übernommen werden, die seit dem Beginn des 19. Jahrhunderts mit der deutschen literarischen Romantik (Novalis, Wilhelm Heinrich Wackenroder, Ludwig Tieck, die Gebrüder August Wilhelm und Friedrich Schlegel, E. T. A. Hoffmann, Clemens Brentano etc.) verbunden wurden. Die längere Vorgeschichte der Termini „romantisch“ (im 17./18. Jahrhundert im ablehnenden Sinne für „wie im Roman“) und der substantivierten Form („das Romantische“) spielt für die Musik nur insofern eine Rolle, als sie in den späteren Gebrauch des Wortes einging. Erst durch die deutsche Romantik, deren Repräsentanten bald als „Romantiker“ bezeichnet wurden, war die Voraussetzung dafür gegeben, in Anlehnung dazu von einer musikalischen Romantik zu sprechen. Ihre Physiognomie tritt jedoch erst seit den 1830er Jahren deutlicher hervor und endet als Epoche im strengen Sinn bereits um 1850. Die Impulse aus dieser frühen und eigentlichen Phase der musikalischen Romantik haben allerdings weitergewirkt.
Die Anwendung des Romantikbegriffs auf die Musik verweist einerseits auf einen inneren, wenngleich zeitlich phasenverschobenen Zusammenhang zwischen der romantischen Bewegung in Dichtung, Kunsttheorie und Philosophie und der musikalischen Romantik, andererseits auf eine angestrebte Gegenposition zur Musik insbesondere der Wiener Klassiker (Joseph Haydn, Wolfgang Amadeus Mozart und Ludwig van Beethoven).
Die Antithese klassisch-romantisch war bereits im 18. Jahrhundert in England geläufig und hatte im Gegensatz zwischen deutscher Romantik und Weimarer Klassik (Friedrich von Schiller, Johann Wolfgang von Goethe) eine neue, aktuelle Dimension erhalten. Doch für die Romantiker selbst und vorab für Georg Wilhelm Friedrich Hegel (Ästhetik, 1818–1829), der ihnen in seinem Denken allerdings fernstand, war auch noch der ältere, über Johann Gottfried Herder und Christoph Martin Wieland vermittelte Wortgebrauch gültig, mit dem der antiken „klassischen“ die christlich-europäische „romantische“ Kunst entgegengesetzt wurde.
Zur terminologischen Verwirrung trug weiterhin bei, dass in der Romantik ein Musikbegriff entwickelt wurde, der auf das Wesen der Musik schlechthin abzielte. So erschien E. T. A. Hoffmann – dem einzigen der romantischen Dichter, der einen tieferen Einblick in die Musik seiner Zeit hatte und selbst Komponist war – die Instrumentalmusik von Haydn, Mozart und vor allem die von Beethoven als die Verkörperung der „romantischen Musik“, weil er in ihr den höchsten Begriff von Musik überhaupt erfüllt fand. („Sie [sc. die Instrumentalmusik] ist die romantischste aller Künste, — fast möchte man sagen, allein rein romantisch.“) Die Begründung lautete wie folgt: „Die Musik schließt dem Menschen ein unbekanntes Reich auf; eine Welt, die nichts gemein hat mit der äußern Sinnenwelt […] und in der er alle durch Begriffe bestimmbaren Gefühle zurücklässt, um sich dem Unaussprechlichen hinzugeben.“ Da die Musik schlechthin für die Romantiker (zum Beispiel Wackenroder, Hoffmann) vielfach als der Inbegriff einer umfassenden, gänzlich in der Gefühlssphäre beheimateten, transzendierend-unstofflichen Kunst galt, hat der romantische Kunstbegriff, von dem das 19. Jahrhundert nie loskam, das Verständnis jeglicher Musik geprägt. In Arthur Schopenhauers Definition der Musik als der Manifestation des reinen Willens, somit des „Dings an sich“ jenseits der Erscheinungen und Begriffe kulminierten die romantischen Musikvorstellungen. Auch Richard Wagners ideelle Konzeption des Musikdramas als alle Künste übergreifendes Kunstwerk („Gesamtkunstwerk“) geht auf Ideen der deutschen Romantiker zurück (beispielsweise Verschmelzung der Gattungen und Künste, Utopismus, Sakralisierung des Kunstwerks).
Eine weitere Einbettung der Bezeichnungen Romantik und romantisch ergibt sich durch den Einbezug der literaturwissenschaftlichen Epochenbezeichnungen „Biedermeier“ und „Vormärz“ (ca. 1815–1848). Wenngleich nicht alle Erscheinungen in der Musik seit 1800 unter Romantik subsumiert werden können und die neue romantische Musik aus einem Boden erwächst, der um 1800 neben und zum Teil im Schatten der Wiener klassischen Musik bereitet wurde, so trifft doch Heinrich Heines Wort vom „Ende der Wolfgang Goetheschen Kunstperiode“ um 1831 insofern auch auf die Musik zu, als mit dem Tode Carl Maria von Webers (1826), Beethovens (1827) und Franz Schuberts (1828) ein musikalisches Zeitalter endete und der Romantik in der deutschen und französischen Musik alle Möglichkeiten eröffnet wurden.

## Musik der romantischen Epoche
| Subepoche    | Komponisten |
| ------------ | --- |
| Frühromantik | - Ludwig van Beethoven, Vincenzo Bellini, Gaetano Donizetti, John Field, Johann Nepomuk Hummel, Friedrich Kuhlau, Giacomo Meyerbeer, Niccolò Paganini, Gioachino Rossini, Franz Schubert, Carl Maria von Weber |
| Hochromantik | - Charles-Valentin Alkan, Mili Balakirew, Hector Berlioz, Georges Bizet, Alexander Borodin, Johannes Brahms, Anton Bruckner, Frédéric Chopin, Antonín Dvořák, Edvard Grieg, Michail Glinka, Charles Gounod, Fanny Hensel, Franz Liszt, Felix Mendelssohn Bartholdy, Modest Mussorgski, Jacques Offenbach, Nikolai Rimski-Korsakow, Camille Saint-Saëns, Clara Schumann, Robert Schumann, Friedrich Silcher, Bedřich Smetana, Johann Strauss II, Arthur Sullivan, Pjotr Tschaikowski, Giuseppe Verdi, Henri Vieuxtemps, Richard Wagner |
| Spätromantik | - Isaac Albéniz, Kurt Atterberg, Ferruccio Busoni, Claude Debussy, Paul Dukas, Edward Elgar, Gabriel Fauré, Alexander Glasunow, Gustav Holst, Rued Langgaard, Gustav Mahler, Nikolai Medtner, Giacomo Puccini, Sergei Rachmaninow, Maurice Ravel, Max Reger, Erik Satie, Jean Sibelius, Alexander Skrjabin, Wilhelm Stenhammar, Richard Strauss, Ralph Vaughan Williams |

Die erste Phase der bedeutenden bürgerlichen Musik insbesondere in Deutschland zwischen ca. 1830 und 1850 kann aufgrund wesentlicher gemeinsamer Kriterien als Romantik bezeichnet werden.
Erste „romantische“ Ansätze zeigen sich in der Stoffwahl des deutschen Singspiels seit den 70er Jahren des 18. Jahrhunderts, die auf Carl Maria von Webers Oper Der Freischütz (1821) hinführen. Die Konturen der deutschen romantischen Oper kündigten sich schon in Teilen von Wolfgang Amadeus Mozarts Entführung aus dem Serail (1782) und Zauberflöte (1791) an, ferner in manchen Werken von Ludwig van Beethoven (Fidelio, 1805), Ludwig (Louis) Spohr (zum Beispiel Faust, 1816; Jessonda, 1823) und E. T. A. Hoffmann (Undine, 1816). Der Charakter einer nationalen Oper, die alle Register der Natur-, Geister- und vor allem Sagen-Romantik zog, wurde schon in den späteren Werken Webers (Euryanthe, 1823; Oberon, 1826) überlagert vom musikalischen Idiom der beherrschenden französischen und italienischen Oper: er blieb noch kenntlich in den Opern von Heinrich Marschner (Der Vampyr, 1828; Hans Heiling, 1833) und, biedermeierlich gefärbt, bei Albert Lortzing und Friedrich von Flotow. Auch Richard Wagner begann mit Werken im Stil der deutschen romantischen Oper (Der Fliegende Holländer, 1843; Tannhäuser und der Sängerkrieg auf Wartburg, 1845; Lohengrin, 1850).
Durch die neue stimmungs- und bildauslösende Funktion von Harmonik und Klangfarben wurden bereits im Freischütz (vor allem in der Wolfsschluchtszene) jene Sphären und Vorstellungen vermittelt, die seitdem untrennbar mit dem Romantikbegriff verbunden sind: das Walten unergründlicher Natur- und Schicksalskräfte, das Übernatürliche, der mythische Sagengrund und die märchenhafte Vergangenheit, die zum Symbol eines utopisch-ursprünglichen Zustands wird. Hinzu kamen ein volkstümlich-nationaler liedhafter Ton und der Gestus des ritterlichen Aufschwungs. Die Musik wurde durchlässig für Stimmungen und szenische Bilder, die aus romantischen Motiven und Seelenlagen hervorgingen.
Die lyrisch nach innen gewendete Poetisierung der Tonsprache erreicht ihre Vollendung in der Musik von Robert Schumann. Schwerpunkte sind dabei Klaviermusik (unter anderem Papillons Op. 2, 1828–1832; Carnaval Op. 9, 1834–1835; Fantasiestücke Op. 12, 1832–1837; Kinderszenen Op. 15, 1838; Kreisleriana Op. 16, 1838) und die Lieder, in denen Dichtung der Romantik und Musik buchstäblich verschmelzen, zum Beispiel im Liederkreis Op. 24 (Text Heinrich Heine, 1849), in Myrthen Op. 25 (1840) und im Liederkreis Op. 39 (Text Joseph von Eichendorff, 1840). Schumanns Sinfonien (1841–1851), das Klavierkonzert Op. 54 (1841/1845) und die Sonaten sind durch romantisch-poetische Gehalte geprägt. Mit der Oper Genoveva (1850) suchte er sich auch die Bühne zu erschließen. Romantisch ist in der Musik von Schumann die Tendenz zur Entgrenzung und Gattungsverschmelzung, die Abkehr von komplexen, vielgliedrigen Architekturen zugunsten des im Augenblick entfalteten „Einfalls“, der sich gegen thematische Verarbeitung sträubt. Dabei werden der Musik neue, musiküberschreitende Gehalte zugeführt, „Unaussprechliches“ kann in der Musik bekundet werden.
Schumann und Frédéric Chopin entdeckten in der Klaviermusik den lyrischen Eigenwert des Klangs und der figurativen Virtuosität für die Vermittlung des Poetischen. Zeitlich vorgelagert ist zum Teil der romantische Klassizismus von Felix Mendelssohn Bartholdy, dem manches aus der Opern- und Instrumentalmusik von Hoffmann, Spohr und anderen noch zuzurechnen wäre. Vor allem in Mendelssohns Liedern ohne Worte (1830–1845) sowie in der Musik zum Sommernachtstraum (1842, Ouvertüre schon 1826) erscheint im virtuosen Umgang mit geprägten Idiomen eine sublime Stimmungspoesie. Reflexionen von Natur- und Landschaftsbildern sind in seinen Hauptwerken ebenso wesentliche Elemente wie die Vorstellung des schwerelosen Elfentreibens. Die engstens mit Bestrebungen der literarischen Romantik verknüpfte Entdeckung und Verklärung der Musik der Vergangenheit (zum Beispiel Palestrina-Renaissance), vorbereitet durch Carl Friedrich Zelters Wirken an der Sing-Akademie zu Berlin sowie durch Hoffmanns kunsttheoretische Arbeiten (Alte und neue Kirchenmusik, 1814) und Kompositionen, wurde in vollem Umfang erst durch Mendelssohns Aufführung von Johann Sebastian Bachs Matthäus-Passion in Berlin (1829) musikgeschichtlich nutzbar gemacht. Viele Romantiker studierten bei Komponisten, die mit den Wiener Klassikern keine unmittelbare Berührung hatten.
Die Zentren der musikalischen Romantik befanden sich vorzugsweise in Nord- und Mitteldeutschland (Berlin, Dresden, Leipzig). Eine Romantik eigenen Rechts entfaltete sich in der Klaviermusik von Chopin (Études Op. 10 1829–1832; Études Op. 25, 1832–1836, Préludes Op. 28, 1836–1839; Mazurkas, Nocturnes, Balladen; Konzerte e-Moll Op. 11, 1830 und f-Moll Op. 21, 1829). Auch im virtuosen Aufschwung ist seine Musik fast immer durchdrungen von Melancholie und Fatalismus. Noch mehr als bei Schumann ist in den Werken Chopins, die von Schumann begeistert begrüßt wurden, der subjektive Gestus und der Reflex auf ein leidend-sensibles Ich spürbar, das sich in romantischer Sehnsucht verzehrt.
Eine spezifisch französische Romantik repräsentiert die Instrumentalmusik von Hector Berlioz. Schlüsselwerke wie die Symphonie fantastique (1830), Harold en Italie (1834), die Symphonie dramatique Roméo et Juliette (1839), die Grande symphonie funèbre et triomphale (1840) und andere zielten auf Kontamination der Gattungen durch Aufnahme dichterischer oder aus Dichtungen der Weltliteratur (William Shakespeare, Vergil, Goethe, George Gordon Byron) abgeleiteter und neu interpretierter Thematik. Sie eröffneten Regionen der hochgespannten, unerfüllbaren Sehnsucht, des Rausches, des Schweifens in Traumwelten und der visionären Phantastik, als deren Subjekt das neue (romantische) Bild des Künstlergenies hervortritt. Das hybride Genre der Programmmusik und der symphonischen Dichtung — Letztere insbesondere durch Franz Liszt geprägt und propagiert, später durch Richard Strauss erneut aufgegriffen — entspringt ebenfalls den Ideen der Romantik.
Auch in der italienischen und französischen Oper zwischen 1830 und ca. 1850 sind romantische Einschläge unüberhörbar. Vorab Vincenzo Bellinis weich-elegisches Melos, das aber nicht weniger die anfeuernde Leidenschaft kennt, ist stets als genuine Romantik begriffen worden. Sie begegnet auch in den Opern Gaetano Donizettis, tritt dann aber im Frühwerk von Giuseppe Verdi wieder in den Hintergrund. Eher sekundär sind gleichfalls die romantischen Züge in der französischen Großen Oper (Giacomo Meyerbeer, Daniel-François-Esprit Auber). Stand dort der szenische, dekorative Aufwand romantischer Verinnerlichung entgegen, so ließ bei Verdi der dramatisch unerbittliche Nerv seiner Musik Romantisches nur am Rande aufkommen. Über das Schicksalsdrama und das historisch-symbolische Drama ist, aufs Ganze gesehen, auch die Oper des 19. Jahrhunderts mit der europäischen Romantik verknüpft, die in Frankreich mit François-René de Chateaubriand (Génie du Christianisme, 1802), Alphonse de Lamartine, Victor Hugo, Alfred de Musset und Charles Baudelaire, in Italien mit Ugo Foscolo, Alessandro Manzoni und Giacomo Leopardi sowie in England mit Samuel Taylor Coleridge, Byron, Percy Bysshe Shelley und John Keats einen geistigen Umschwung bewirkt hatte.

## Zeitliche Gliederung

### Frühromantik

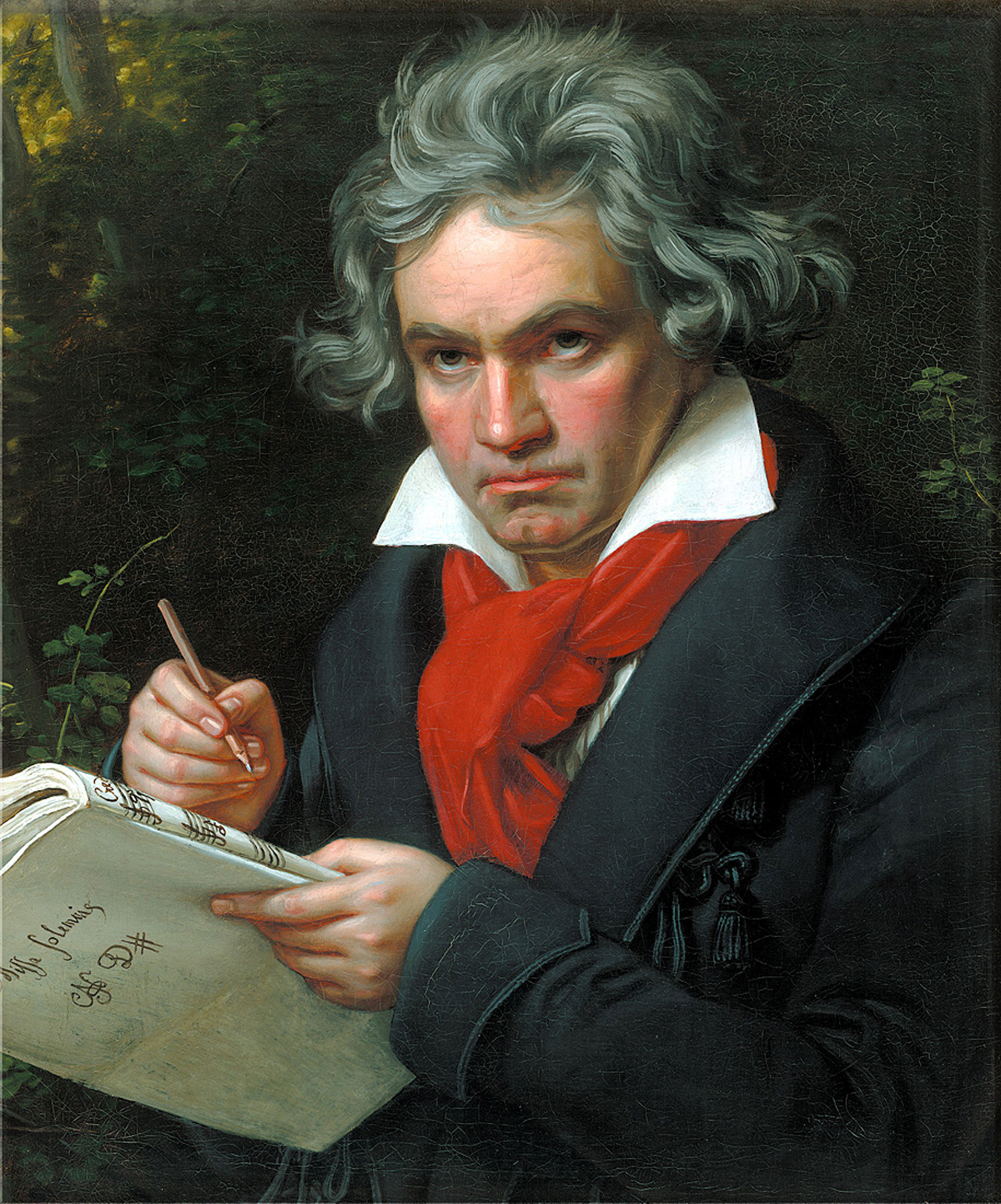
Ludwig van Beethoven

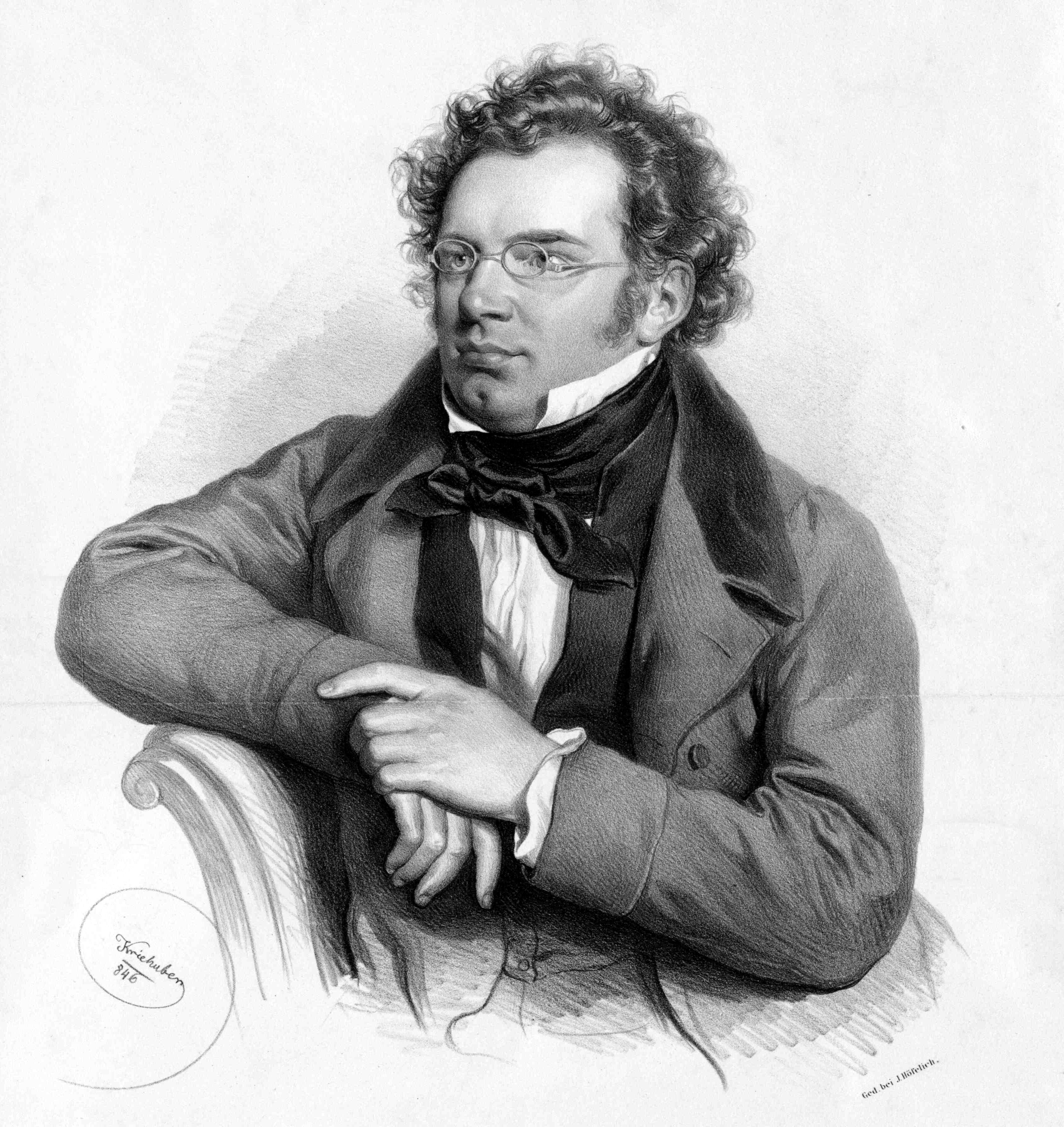
Franz Schubert

Der Übergang der Wiener Klassik zur Romantik findet sich im Werk Ludwig van Beethovens. Vielen typisch romantischen Elementen begegnet man in seinen Werken zum ersten Mal. Diese Werke stehen hier im Gegensatz zur Vokalmusik und sind „reine“ Instrumentalmusik. Laut Hoffmann ist die reine Instrumentalmusik der Wiener Klassik, v. a. die von L. van Beethoven, da sie frei von Stoff oder Programm ist, die Verkörperung der romantischen Kunstidee. Der bedeutendste Vertreter der eigentlichen Frühromantik ist jedoch Franz Schubert. Denn erst mit ihm kam auch mit seinen Kammermusikwerken und später auch Sinfonien romantische Züge in die deutschsprachige Oper. Auf diesem Gebiet wird sein Schaffen durch die Balladen Carl Loewes ergänzt. Wichtig für die Entwicklung der deutschen Oper ist Carl Maria von Weber, vor allem mit seinem volkstümlichen Freischütz. Dazu kommen fantastisch-schauerliche Stoffe von Heinrich Marschner und schließlich die heitere Spieloper von Albert Lortzing, während Louis Spohr hauptsächlich durch seine Instrumentalmusik bekannt wurde. Noch größtenteils der Klassik verhaftet ist das Schaffen von Johann Nepomuk Hummel, Ferdinand Ries sowie des Franzosen George Onslow.
Italien erlebte in der Frühromantik die Blütezeit der Belcanto-Oper, verbunden mit den Namen von Gioachino Rossini, Gaetano Donizetti und Vincenzo Bellini. Während von Rossini in erster Linie heute die komischen Opern bekannt sind, oft nur durch ihre mitreißenden Ouvertüren, überwiegen bei Donizetti und Bellini tragische Inhalte. Der bedeutendste italienische Instrumentalkomponist dieser Zeit war der legendäre „Teufelsgeiger“ Niccolò Paganini.
In Frankreich entwickelte sich einerseits die leichte Opéra comique, ihre Vertreter sind François-Adrien Boieldieu, Daniel-François-Esprit Auber und Adolphe Adam, Letzterer auch durch seine Ballette bekannt. Man kann ebenfalls den berühmten exzentrischen Komponist und Harfenist Robert Nicolas-Charles Bochsa zitieren (sieben Opern). Daneben kam die Grand opéra mit pompösen Bühnenbildern, Balletten und großen Chören auf. Ihr erster Vertreter war Gaspare Spontini, ihr bedeutendster Giacomo Meyerbeer.
Auch in anderen europäischen Ländern nahm die Musikentwicklung nun einen Aufschwung. Der Ire John Field komponierte die ersten Nocturnes für Klavier, in Dänemark wirkte Friedrich Kuhlau und der Schwede Franz Berwald schrieb vier sehr eigenwillige Sinfonien. In der Schweiz war Friedrich Theodor Fröhlich ein Vertreter der Frühromantik.

### Hochromantik

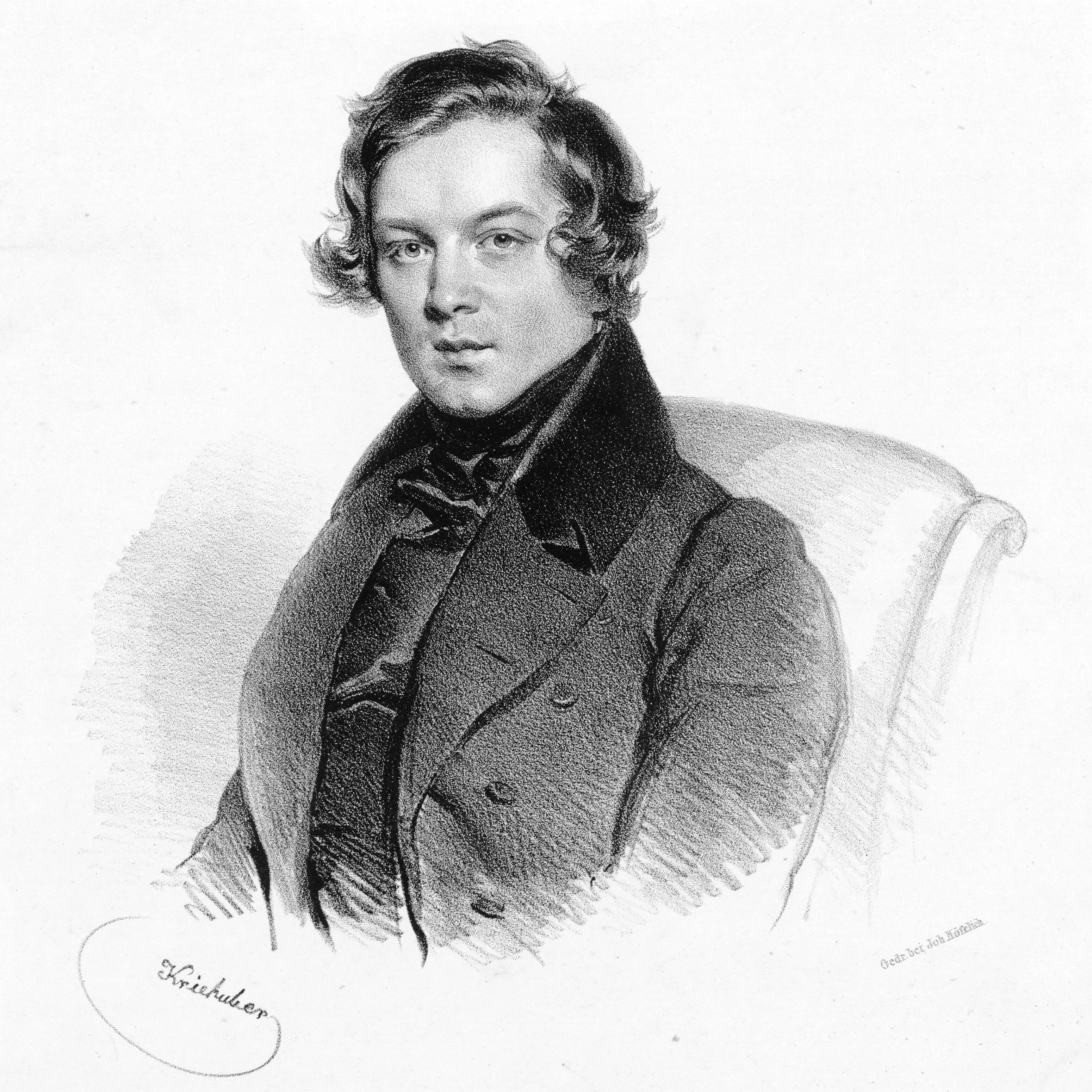
Robert Schumann

Die Hochromantik lässt sich in zwei Phasen einteilen. In der ersten Phase erreicht die eigentliche romantische Musik ihren Höhepunkt. Der Pole Frédéric Chopin lotete in seinen Charakterstücken und Tänzen für Klavier bislang unbekannte Gefühlstiefen aus. Robert Schumann, am Ende seines Lebens geistig umnachtet, stellt in Person wie in Musik geradezu den Prototyp des leidenschaftlichen, von Tragik beschatteten romantischen Künstlers dar. Seine eigenwilligen Klavierstücke, Kammermusikwerke und Sinfonien sollten die folgende Musikergeneration nachhaltig beeinflussen. Franz Liszt, der deutschen Minderheit in Ungarn entstammend, war einerseits ein umschwärmter Klaviervirtuose, legte aber andererseits mit seinen harmonisch kühnen sinfonischen Dichtungen auch den Grundstein für die fortschrittliche „Neudeutsche Schule“. Ebenfalls der Programmmusik verpflichtet war die Technik der Idée fixe (Leitmotiv) des Franzosen Hector Berlioz, der auch maßgeblich das Orchester erweiterte. Felix Mendelssohn Bartholdy orientierte sich wieder mehr an der klassizistischen Formensprache und wurde ein Vorbild besonders für skandinavische Komponisten wie den Dänen Niels Wilhelm Gade.
In der Oper dominierten in Deutschland noch die Spielopern von Otto Nicolai und Friedrich von Flotow, als Richard Wagner seine ersten romantischen Opern schrieb. Auch die frühen Werke von Giuseppe Verdi orientierten sich noch am Belcanto-Ideal der älteren Generation. In Frankreich wurde von Ambroise Thomas und Charles Gounod die Opéra lyrique entwickelt. Die russische Musik fand ihre eigene Sprache in den Opern von Michail Glinka und Alexander Dargomyschski.
Die zweite Phase der Hochromantik, teilweise auch Neuromantik genannt, läuft parallel mit der Stilrichtung des Realismus in der Literatur und der bildenden Kunst. In seiner zweiten Schaffenshälfte entwickelte Wagner nun seine Leitmotivtechnik, mit der er den ohne Arien durchkomponierten vierteiligen Ring des Nibelungen zusammenhält; das Orchester wird sinfonisch behandelt, die Chromatik erreicht in Tristan und Isolde ihren äußersten Punkt. Eine ganze Jüngerschar steht unter dem Einfluss der progressiven Ideen Wagners, unter ihnen zum Beispiel Peter Cornelius. Dagegen entstand eine Opposition zahlreicher konservativerer Komponisten, denen Johannes Brahms, der in Sinfonik, Kammermusik und Lied eine logische Fortführung der Klassik anstrebte, aufgrund der Tiefe der Empfindung und einer meisterlichen Kompositionstechnik zum maßstabsetzenden Vorbild wurde. Zu dieser Partei werden unter anderem Robert Volkmann, Friedrich Kiel, Carl Reinecke, Max Bruch, Josef Gabriel Rheinberger und Hermann Goetz gerechnet.
Daneben traten einige bedeutende Einzelgänger auf den Plan, unter denen Anton Bruckner besonders herausragt. Obwohl Wagner-Anhänger, unterscheidet sich sein formklarer Stil wesentlich von dem jenes Komponisten. So leitet sich zum Beispiel die blockhafte Instrumentation von Bruckners Sinfonien von den Registern der Orgel her. Im ideologischen Kampf gegen die Widersacher Wagners wurde er von dessen Anhängern als Widerpart von Brahms dargestellt. Auch Felix Draeseke, der ursprünglich von Liszt ausgehend „Zukunftsmusik in klassischer Form“ schrieb, steht kompositorisch zwischen den Parteien.
Auch Verdi erreichte, wenn auch auf andere Weise als Wagner, den Weg zum durchkomponierten Musikdrama. Seine immense Ausstrahlung ließ in Italien alle anderen Komponisten verblassen, so auch Amilcare Ponchielli und Arrigo Boito, der auch Librettist seiner späten Opern Otello und Falstaff war.
In Frankreich hingegen triumphierte zunächst einmal die leichte Muse in Form der gesellschaftskritischen Operetten von Jacques Offenbach. Die lyrische Oper fand ihren Höhepunkt in den Werken von Jules Massenet, während in der Carmen von Georges Bizet das erste Mal der Realismus einzog. Eine stilistische Brücke zur deutschen Musik schlug Louis Théodore Gouvy. Die Opern, Sinfonien und Kammermusikwerke des äußerst vielseitigen Camille Saint-Saëns waren genauso wie die Ballette von Léo Delibes eher traditionsorientiert. Neue Orchesterfarben fanden sich in den Kompositionen von Édouard Lalo und Emmanuel Chabrier. Mit dem gebürtigen Belgier César Franck ging eine Wiederbelebung der Orgelmusik einher, die Charles-Marie Widor, später dann Louis Vierne und Charles Tournemire fortsetzten.
In fast allen europäischen Ländern bildete sich nun eine spezifische Nationalromantik heraus. Die von Glinka begonnene nationalrussische Strömung wurde in Russland von der „Gruppe der Fünf“, so von Mili Balakirew, Alexander Borodin, Modest Mussorgski und Nikolai Rimski-Korsakow und César Cui, fortgesetzt. Westlicher orientiert waren Anton Rubinstein und Pjotr Tschaikowski, dessen Ballette und Sinfonien große Popularität erlangten.
Die tschechische Nationalmusik begründete Bedřich Smetana mit seinen Opern und den an Liszt orientierten sinfonischen Dichtungen. Die Sinfonien, Konzerte und Kammermusikwerke von Antonín Dvořák haben hingegen Brahms zum Vorbild. In Polen war Stanisław Moniuszko der führende Opernkomponist, in Ungarn Ferenc Erkel. Norwegen brachte mit Edvard Grieg, Schöpfer lyrischer Klavierwerke, Lieder und Orchesterwerke wie der Peer-Gynt-Suite, seinen bekanntesten Komponisten hervor; Englands Stimme erklang mit dem an Brahms orientierten, vor allem als Chorkomponisten und Sinfoniker tätigen, Hubert Parry sowie den skurrilen Operetten Arthur Sullivans.

### Spätromantik

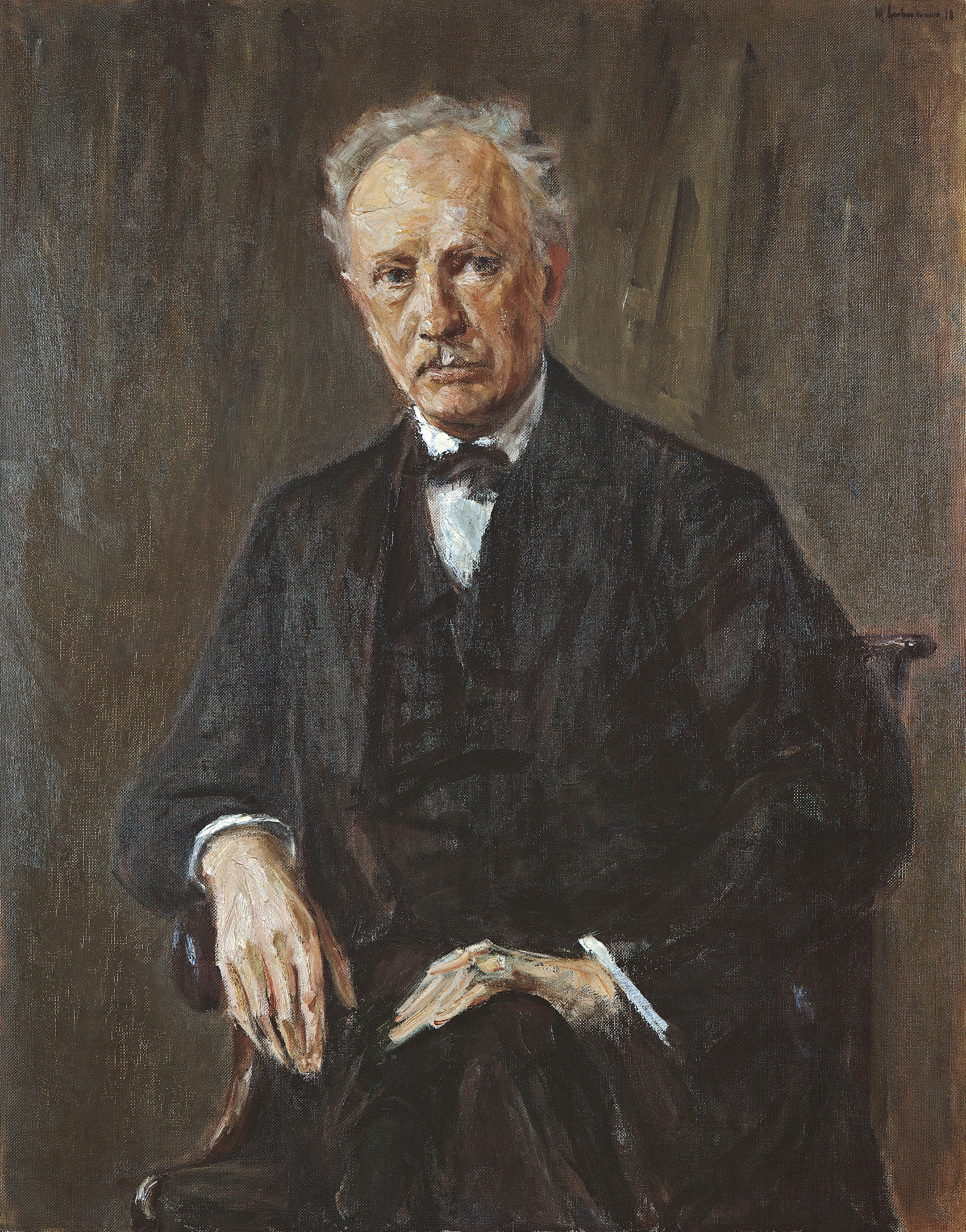
Richard Strauss

In der Spätromantik, auch Nachromantik genannt, werden die traditionellen Formen und Elemente der Musik weiter aufgelöst. Eine immer farbigere Orchesterpalette, ein immer größeres Aufgebot an musikalischen Mitteln, das Ausreizen der Tonalität bis an ihre Grenzen, übersteigerte Emotionen und eine zunehmend individuellere Tonsprache des einzelnen Komponisten sind typische Kennzeichen; die Musik wird an die Schwelle der Moderne geführt.
So erreichten die Sinfonien von Gustav Mahler vorher nicht gekannte Ausmaße, geben teilweise die traditionelle Viersätzigkeit auf und enthalten oft Vokalanteile. Doch hinter der monumentalen Fassade findet sich die moderne Expressivität des Fin de siècle. Diese psychologische Ausdruckskraft enthalten im Kleinen auch die Lieder von Hugo Wolf, Miniaturdramen für Stimme und Klavier. Stärker der Tradition verpflichtet, besonders an Bruckner orientiert, sind die Sinfonien von Franz Schmidt und Richard Wetz, während Max Reger in seinen zahlreichen Instrumentalwerken zwar auf die Polyphonie Bachs zurückgriff, sie jedoch harmonisch äußerst kühn weiterentwickelte. Unter den zahlreichen Komponisten der Reger-Nachfolge ragen Julius Weismann und Joseph Haas hervor. Zu den herausragenden spätromantischen Tonschöpfern gehört weiterhin der eigenwillige Hans Pfitzner. Obwohl Traditionalist und entschiedener Gegner moderner Strömungen, stehen nicht wenige seiner Werke dem musikalischen Fortschritt der Zeit durchaus nahe. In seiner Nachfolge sind der vor allem als Opernkomponist hervorgetretene Walter Braunfels und der Sinfoniker Wilhelm Furtwängler zu nennen.
Für gesteigerte Emotionen eignete sich die Opernbühne besonders gut. Recht brav waren noch die Volks- und Märchenopern von Engelbert Humperdinck, Wilhelm Kienzl und Siegfried Wagner, dem Sohn Richards. Doch schon Eugen d’Albert und Max von Schillings reizten mit einer deutschen Variante des Verismus die Nerven. Erotischer Symbolismus findet sich in den Bühnenwerken von Alexander von Zemlinsky und Franz Schreker. Noch weiter an die Grenzen der Tonalität ging Richard Strauss mit Salome und Elektra, bevor er mit dem Rosenkavalier wieder traditionellere Wege beschritt. Im Stil den Werken von Strauss verwandt zeigen sich die Kompositionen Emil Nikolaus von Rezniceks und Paul Graeners.
In Italien dominierte auch in dieser Zeit noch immer die Oper. Hier entwickelte sich der Verismus, ein übersteigerter Realismus, der auf der Opernbühne leicht ins Plakative und Melodramatische umschlagen konnte. So sind Ruggero Leoncavallo, Pietro Mascagni, Francesco Cilea und Umberto Giordano trotz ihres umfangreichen Schaffens nur durch jeweils eine Oper bekannt geworden. Einzig das Schaffen Giacomo Puccinis hat sich komplett im Repertoire der Opernhäuser erhalten, obwohl auch ihm häufig Sentimentalität vorgeworfen wurde. Trotz einiger veristischer Werke galt Ermanno Wolf-Ferrari hauptsächlich als Wiederbeleber der Opera buffa. Ferruccio Busoni, zeitweise in Deutschland lebender Verfechter einer modernen Klassizität, hinterließ ein eher konventionelles, wenig gespieltes Werk. So fand die Instrumentalmusik eigentlich erst mit dem vom Impressionismus beeinflussten Ottorino Respighi wieder ihren Platz in der italienischen Musik.
Der Begriff Impressionismus stammt aus der Malerei, und wie dort, entwickelte er sich auch in der Musik in Frankreich. In den Werken von Claude Debussy lösten sich die Strukturen in feinste Nuancen aus Rhythmik, Dynamik und Klangfarbe auf. Vorbereitet wurde diese Entwicklung im Schaffen von Vincent d’Indy, Ernest Chausson und vor allem in den Liedern und der Kammermusik von Gabriel Fauré. Alle nachfolgenden französischen Komponisten wurden mehr oder weniger vom Impressionismus beeinflusst. Der bedeutendste unter ihnen war Maurice Ravel, ein glänzender Orchestervirtuose. Albert Roussel verarbeitete erst exotische Themen, bevor er wie Ravel neoklassizistische Tendenzen vorwegnahm. Auch Gabriel Pierné, Paul Dukas, Charles Koechlin und Florent Schmitt behandelten symbolistische und exotisch-orientalische Stoffe. Der Einzelgänger Erik Satie war Schöpfer versponnener Klavierstücke und Idol der nachfolgenden Generation. Dennoch wird der Impressionismus oft der Epoche der Moderne zugeschrieben, wenn nicht sogar als eigene Epoche gesehen.
Hubert Parry sowie der Ire Charles Villiers Stanford leiteten in England die Spätromantik ein, die ihren ersten bedeutenden Vertreter in Edward Elgar hatte. Während er das Oratorium wiederbelebte und Sinfonien und Konzerte schrieb, widmete sich Frederick Delius mit einer eigenen Variante des Impressionismus besonders kleinen Orchesterbildern. Ethel Smyth schrieb in einem an Brahms gemahnenden Stil vor allem Opern und Kammermusik. Zum bedeutendsten Sinfoniker seines Landes wurde Ralph Vaughan Williams, dessen Werke von englischen Volksliedern und der Renaissancemusik inspiriert waren. Gustav Holst ließ in sein Schaffen griechische Mythologie und indische Weisheitslehren einfließen. Sehr eigenwillige Komponistenpersönlichkeiten am Übergang zur Moderne waren auch Havergal Brian und Frank Bridge.
In Russland schmückte Alexander Glasunow seine traditionelle Kompositionstechnik mit einer farbenprächtigen Orchesterpalette. Der Mystiker Alexander Skrjabin träumte von einer Synthese aus Farben, Klang und Düften. Sergei Rachmaninow schrieb melancholisch-pathetische Klavierstücke und -konzerte voller berauschender Virtuosität, während die Klavierwerke von Nikolai Medtner lyrischer sind.
In Tschechien fand Leoš Janáček, tief verwurzelt in der Musik seiner mährischen Heimat, mit der Entwicklung der Sprachmelodie in seinen Opern neue Ausdrucksbereiche. Auch in der Musik von Zdeněk Fibich, Josef Bohuslav Foerster, Vítězslav Novák und Josef Suk sind die heimischen Klänge unüberhörbar. Dagegen finden sich im Werk des Polen Karol Szymanowski neben Einflüssen der Folklore auch eine leicht morbide Exotik und später klassizistisches Maß.
Der bedeutendste dänische Komponist ist Carl Nielsen, bekannt durch Sinfonien und Konzerte. Noch dominanter in seinem Land ist die Stellung des Finnen Jean Sibelius, ebenfalls ein Sinfoniker von schwermütiger Expressivität und klarer Liniengestaltung. In Schweden zeigen die Werke von Wilhelm Peterson-Berger, Wilhelm Stenhammar und Hugo Alfvén einen typisch nordischen Konservatismus, und auch der Norweger Christian Sinding komponierte traditionell.
Auch die Stimme Spaniens erklang nun nach langer Zeit wieder, zuerst in den Klavierwerken von Isaac Albéniz und Enrique Granados, dann in den Opern, Balletten und Orchesterwerken des vom Impressionismus beeinflussten Manuel de Falla. Schließlich traten mit Edward MacDowell und Amy Beach auch die ersten wichtigen Vertreter der Vereinigten Staaten auf. Doch schon das Werk von Charles Ives gehörte nur noch zum Teil der Spätromantik an – vieles darin war bereits radikal modern und wies weit ins 20. Jahrhundert.

## Romantische Musik als Welterfahrung
Trotz auseinandergehender Richtungen und Erscheinungsformen waren die romantischen Impulse bis zur Mitte des 19. Jahrhunderts derart miteinander verkettet, dass mit gebotener Vorsicht von einer romantischen Epoche gesprochen werden kann, in der aber auch Gegenbewegungen zum Zuge kamen. Obwohl bis zum Beginn des 20. Jahrhunderts und darüber hinaus romantische Gehalte und Einstellungen immer wieder und in manchen Werken exemplarisch zum Durchbruch kamen (von Wagners Oper Tristan und Isolde, 1857–1859, über Johannes Brahms, Anton Bruckner und Gustav Mahler bis zu Arnold Schönberg, zum Beispiel Verklärte Nacht, 1899, ausdrücklich vor allem in den Werken von Hans Pfitzner), ist das Netz der Beziehungen zu locker gewebt, als dass hinreichend begründet von einer Epoche der Spätromantik oder Neuromantik, eher aber von einer Einstellung die Rede sein könnte.
Die romantische Welt- und Seinserfahrung löste sich von ihrer Bindung an eine Epoche. Dass Romantische Musik letztlich der Fixierung auf eine zeitlich begrenzte und geographisch lokalisierte Epoche widersteht, geht wohl auf ihre innersten Beweggründe zurück: Aufhebung realer Zeitlichkeit (zum Beispiel in der Musik der Wiener Klassiker), Niederlegung der Grenzen zwischen den Künsten, Beschwörung der Vergangenheit als fernes Idealbild (verklärte Ferne), Tendenz zur Entmaterialisierung (Entrückung) des Tons (überhaupt der Kunstmittel), daraus folgend die Sublimierung, Spiritualisierung, Absage an die Aufklärung (Nachtsymbolik), Einbruch des Irrationalen. Ferner sind folgende Kriterien zu nennen: Emphase und Gebrochenheit, Tendenz zur „offenen“ Form, die Subjektivierung jeglicher Erfahrung, so dass jede künstlerische Aussage als Reflex eines Erlebnisses auf das Subjekt anmutet.
Daraus folgt die Desintegration und Selbstauflösung des Subjektes („Sehnsucht nach dem Tode“, Thomas Mann). Mit der Ineinssetzung von Ich und Welt („Selbst dann bin ich die Welt!“, Tristan, 2. Akt) und mit der Erlösung durch Selbstauflösung schlug Wagner im Tristan das Grundthema der Romantik an, verlieh ihm jedoch ungeahnt neue Dimensionen. Aus der romantischen Herstellung „künstlicher Paradiese“ (Baudelaire) ergab sich die Idee des L’art pour l’art, deren Überwindung eine der Haupttendenzen in den künstlerischen Aktionen der Gegenwart ist. Die Gegenkräfte gegen das Romantische, die sich in der 2. Hälfte des 19. Jahrhunderts allenthalben regten (Brahms, Bruckner, Mahler) und bis in die konstruktivistischen Richtungen in der Kunst des 20. Jahrhunderts zu verfolgen sind, standen stets im Zeichen einer Wiedergewinnung von Objektivität, Realität und Entmachtung des willkürlich Subjektiven.